# 滋賀県道109号不動寺本堂線
滋賀県道109号不動寺本堂線（しがけんどう109ごう ふどうじほんどうせん）は、滋賀県大津市を通る一般県道である。

## 概要
大津市田上森町から大津市里5丁目に至る。
田上山山頂にある不動寺本堂から里町に至る登山道である。中腹から山頂までは自動車の通行ができない。

### 路線データ
- 起点：大津市田上森町（不動寺本堂付近）
- 終点：大津市里5丁目（里五丁目交差点、滋賀県道108号南郷桐生草津線交点）
- 総延長：5.9 km

## 歴史
- 1958年（昭和33年）7月26日 - 滋賀県告示第291号により路線認定[2]

## 地理

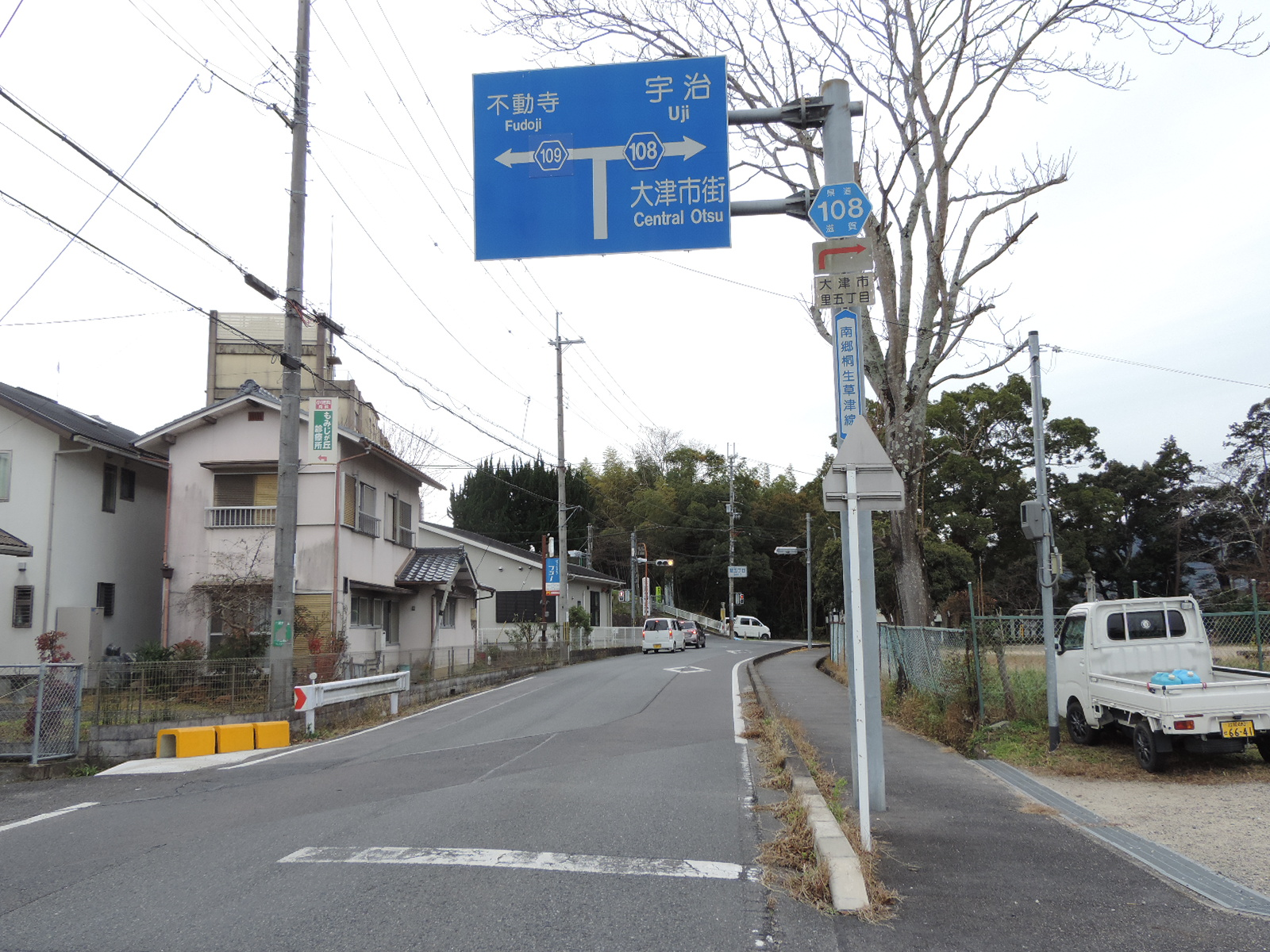
奥にある交差点が終点（大津市里5丁目）

### 通過する自治体
- 大津市

### 交差する道路
| 交差する道路                | 交差する場所 | 交差する場所          |
| --------------------------- | ------------ | --------------------- |
| 滋賀県道108号南郷桐生草津線 | 里5丁目      | 里五丁目交差点 / 終点 |

### 沿線
- 不動寺本堂
- 田上高原
- 鎧ダム
- 田上公園
- 田上教育キャンプ場
- 田上鉱物博物館
- 大津市立田上小学校
- 大津警察署 田上警察官駐在所